# Gigliola Cinquetti

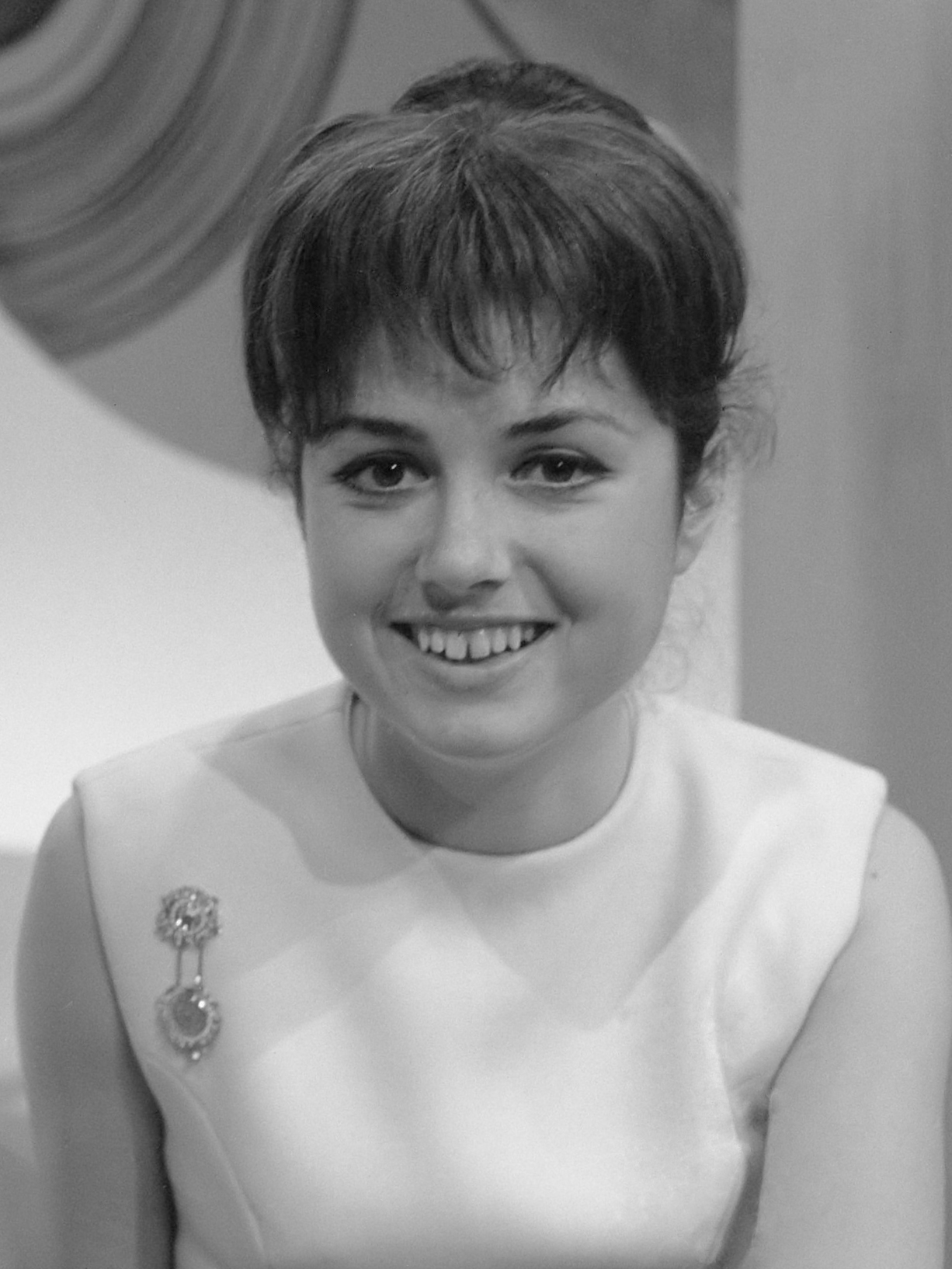
Gigliola Cinquetti, 1966

Gigliola Cinquetti ([dʒiˈʎːɔla tʃiŋˈkwetːi]; * 20. Dezember 1947 in Verona) ist eine italienische Sängerin. Sie nahm zwölfmal am Sanremo-Festival teil, wobei sie zweimal gewann, neunmal am Wettbewerb Canzonissima, den sie einmal gewann, dreimal an Un disco per l’estate sowie zweimal am Eurovision Song Contest, den sie 1964 als erste italienische Teilnehmerin gewann.

## Karriere
Cinquetti begann ihre Karriere mit 15 Jahren, als sie mit zwei Liedern (darunter Le strade di notte von Giorgio Gaber) beim Musikfestival von Castrocaro antrat und gewann. Als ihre erste Single erschien Ende 1963 Penso alle cose perdute. Mit dem Lied Non ho l’età (per amarti) von Mario Panzeri, Nisa und Gene Colonnello präsentierte Cinquetti sich daraufhin beim Sanremo-Festival 1964 (zusammen mit Patricia Carli) und gewann den Wettbewerb. Kurz darauf konnte sie mit dem Lied auch beim Eurovision Song Contest den Sieg davontragen. Es folgten weitere Singles wie Il primo bacio che darò oder Caro come te und 1965 präsentierte die Sängerin in Sanremo Ho bisogno di vederti. Sie sang auch Lieder von Georges Brassens oder Enzo Jannacci. Auch ihre Singles in deutscher Sprache waren sehr erfolgreich. Die deutsche Version von Non ho l’età trägt irreführenderweise den italienischen Titel Luna nel blu. Mit dieser Fassung trat sie 1964 in der TV-Sendung Musikauktion mit Heinz Erhardt und Paul Kuhn auf. Zwischen 1964 und 1966 erschienen ihre Aufnahmen in der Bundesrepublik beim Label Italia. 
In etwa demselben Zeitraum spielte sie in einer Handvoll musikzentrierter Spielfilme, in denen die schwarzhaarige, kleine Sängerin meist zarte, moralisch einwandfreie und die Familie in den Vordergrund stellende Verlobte spielte. Auch einige Fernseharbeiten stehen in Cinquettis Werkverzeichnis.
Ihren Sieg in Sanremo konnte sie 1966 mit Dio, come ti amo (zusammen mit Domenico Modugno) wiederholen. Im Jahr darauf war ihre Single La rosa nera erfolgreich. Nachdem Cinquettis Beitrag Sera nach dem Sanremo-Festival 1968 schlecht abschnitt, verlegten sich ihre Songwriter auf eingängigere Lieder niedrigen Niveaus, darunter La pioggia (Sanremo 1969) oder Il treno dell’amore. Doch die Sängerin wollte sich von ihrer klischeehaften Rolle lösen und arbeitete schon 1969 mit Maurice Chevalier für ein französisches Album zusammen; 1971 und 1972 brachte sie mit Cantando con gli amici und Su e giù per le montagne zwei Alben heraus, die norditalienische Volksmusik auch im Süden des Landes bekannt machten; Stasera ballo liscio von 1973 enthielt leichte Tanzmusik (Liscio).
Mit Alle porte del sole konnte Cinquetti 1973 den Wettbewerb Canzonissima gewinnen, auf europäischer Ebene war sie ein zweites Mal 1974 erfolgreich, als sie beim Eurovision Song Contest mit Sì („Ja“) den zweiten Platz hinter ABBA belegte. Die Ausstrahlung von Cinquettis Auftritt wurde in Italien allerdings zensiert, um das laufende Referendum zur Einführung der Ehescheidung nicht zu beeinflussen. Das Lied war daraufhin unter dem Titel Go (Before You Break My Heart) auch im Vereinigten Königreich erfolgreich.
Mit dem Album Pensieri di donna präsentierte Cinquetti sich 1978 als endgültig ihrer Rolle entwachsene, gereifte Frau mit feministischen Zügen, konnte jedoch keinen Erfolg erzielen. Daraufhin verlagerte sie ihre Tätigkeiten für einige Jahre auf das Fernsehen, bis sie 1985 und erneut 1989 zum Sanremo-Festival zurückkehrte. 1991 moderierte sie zusammen mit Toto Cutugno den Eurovision Song Contest in Rom, 1995 war sie ein letztes Mal unter den Teilnehmern des Sanremo-Festivals. Nach enttäuschenden Verkäufen zog sie sich wieder ins Fernsehen zurück.
2014 legte sie das autobiographische Buch In viaggio con lei vor. Im Jahr darauf erschien mit 20.12 zum Geburtstag der Sängerin auch ein neues Album.
Im Mai 2022 war sie einer der Stargäste im Finale des Eurovision Song Contest 2022 im italienischen Turin. Sie präsentierte ihren Siegersong Non ho l’età (per amarti) von 1964.

## Diskografie
Alben (Italien)
- 1964: Gigliola Cinquetti (CGD)
- 1967: La rosa nera (CGD)
- 1967: Gigliola per i più piccini (CGD)
- 1968: Gigliola Cinquetti e il Trio Los Panchos in Messico (CBS)
- 1969: Il treno dell’amore (CGD)

| Jahr | Titel Musiklabel           | Höchstplatzierung, Gesamtwochen, AuszeichnungChartplatzierungen (Jahr, Titel, Musiklabel, Platzierungen, Wochen, Auszeichnungen, Anmerkungen) | Höchstplatzierung, Gesamtwochen, AuszeichnungChartplatzierungen (Jahr, Titel, Musiklabel, Platzierungen, Wochen, Auszeichnungen, Anmerkungen) | Höchstplatzierung, Gesamtwochen, AuszeichnungChartplatzierungen (Jahr, Titel, Musiklabel, Platzierungen, Wochen, Auszeichnungen, Anmerkungen) | Anmerkungen |
| Jahr | Titel Musiklabel           | IT | DE | UK | Anmerkungen |
| ---- | -------------------------- | --- | --- | --- | ----------- |
| 1971 | Cantando con gli amici CGD | IT7 (13 Wo.)IT | — | — |             |
| 1972 | Io le canto così CGD       | IT19 (4 Wo.)IT | — | — |             |
| 1973 | Stasera ballo liscio CGD   | IT3 (24 Wo.)IT | — | — |             |

Weitere Alben
- 1972: Su e giù per le montagne (CGD)
- 1974: Gigliola Cinquetti (CGD)
- 1975: Gigliola e la banda (CGD)
- 1978: Pensieri di donna (CGD)
- 1982: Il Portoballo (CGD)
- 1991: Tuttintorno (Dischi Ricordi)
- 1995: Giovane vecchio cuore (Mercury Records)
- 2015: 20.12 (Lela)

Singles (Auswahl)

| Jahr | Titel Album                                            | Höchstplatzierung, Gesamtwochen, AuszeichnungChartplatzierungen (Jahr, Titel, Album, Platzierungen, Wochen, Auszeichnungen, Anmerkungen) | Höchstplatzierung, Gesamtwochen, AuszeichnungChartplatzierungen (Jahr, Titel, Album, Platzierungen, Wochen, Auszeichnungen, Anmerkungen) | Höchstplatzierung, Gesamtwochen, AuszeichnungChartplatzierungen (Jahr, Titel, Album, Platzierungen, Wochen, Auszeichnungen, Anmerkungen) | Anmerkungen |
| Jahr | Titel Album                                            | IT | DE | UK | Anmerkungen |
| ---- | ------------------------------------------------------ | --- | --- | --- | --- |
| 1964 | Non ho l’età (per amarti) Gigliola Cinquetti           | IT1 (18 Wo.)IT | DE3 (6 Wo.)DE | UK17 (17 Wo.)UK | CGD Siegerbeitrag zum Sanremo-Festival 1964 Siegerbeitrag zum Eurovision Song Contest 1964 deutsche Version: Luna nel blu |
| 1964 | Il primo bacio che darò Gigliola Cinquetti             | IT11 (2 Wo.)IT | — | — | CGD deutsche Version: Ich will nicht wissen wer du bist                                                                   |
| 1964 | Oh, warum –                                            | — | DE31 (3 Wo.)DE | — | Italia |
| 1965 | Ho bisogno di vederti La rosa nera                     | IT7 (4 Wo.)IT | — | — | CGD Beitrag zum Sanremo-Festival 1965 deutsche Version: Ich muß immer an dich denken                                      |
| 1966 | Dio, come ti amo –                                     | IT5 (9 Wo.)IT | — | — | CGD (in der Version von Domenico Modugno auf Platz 1) Siegerbeitrag zum Sanremo-Festival 1966                             |
| 1967 | La rosa nera                                           | IT5 (16 Wo.)IT | — | — | CGD |
| 1969 | La pioggia Il treno dell’amore                         | IT2 (15 Wo.)IT | — | — | CGD Beitrag zum Sanremo-Festival 1969                                                                                     |
| 1969 | Il treno dell’amore                                    | IT25 (1 Wo.)IT | — | — | CGD |
| 1970 | Romantico Blues –                                      | IT14 (7 Wo.)IT | — | — | CGD Beitrag zum Sanremo-Festival 1970                                                                                     |
| 1971 | La domenica andando alla messa Cantando con gli amici  | IT25 (1 Wo.)IT | — | — | CGD |
| 1971 | Rose nel buio –                                        | IT9 (10 Wo.)IT | — | — | CGD Beitrag zum Sanremo-Festival 1971                                                                                     |
| 1971 | Qui comando io –                                       | IT13 (7 Wo.)IT | — | — | CGD |
| 1972 | Gira l’amore –                                         | IT10 (14 Wo.)IT | — | — | CGD Beitrag zum Sanremo-Festival 1972 deutsche Version: Simsalabim                                                        |
| 1973 | La spagnola Stasera ballo liscio                       | IT20 (3 Wo.)IT | — | — | CGD |
| 1974 | Alle porte del sole L’edera e altre fantasie           | IT1 (16 Wo.)IT | — | — | CGD Siegerbeitrag zu Canzonissima 1973 deutsche Version: Auf der Straße der Sonne                                         |
| 1974 | Go (Before You Break My Heart) –                       | — | — | UK8 (10 Wo.)UK | CBS englische Version von Sì                                                                                              |
| 1974 | Sì L’edera e altre fantasie / Auf der Straße der Sonne | — | DE13 (13 Wo.)DE | — | CGD/CBS Beitrag zum Eurovision Song Contest 1974                                                                          |
| 1974 | Ja Auf der Straße der Sonne                            | — | DE45 (1 Wo.)DE | — | CBS deutsche Version von Sì                                                                                               |
| 1985 | Chiamalo amore –                                       | IT14 (5 Wo.)IT | — | — | Baby Records Beitrag zum Sanremo-Festival 1985                                                                            |

## Filmografie
- 1964: Canzoni, bulli e pupe
- 1965: Questi pazzi, pazzi italiani
- 1966: Testa di rapa
- 1966: Dio, come ti amo
- 1968: Il professor Matusa e i suoi hippies
- 2001: Die Kreuzritter 4 – Das Gewand Jesu (I cavalieri che fecero l’impresa)

## Bibliografie
- Gigliola Cinquetti: In viaggio con lei. Datanews, 2014, ISBN 978-88-7981-398-3.

## Belege
1. 1 2 3 4  Enrico Deregibus (Hrsg.): Dizionario completo della Canzone Italiana. Giunti Editore, Mailand 2006, ISBN 978-88-09-75625-0, Gigliola Cinquetti, S. 115 f.
2. ↑  Enrico Lancia, Artikel Gigliola Cinquetti, in: Enrico Lancia, Roberto Poppi: Dizionario des Cinema Italiano. Le Attrici. Gremese Editore, Rom 1999. S. 80/81
3. 1 2  Chartquellen:
  - M&D-Chartarchiv. Musica e dischi, archiviert vom Original (nicht mehr online verfügbar) am 18. Mai 2015; abgerufen am 1. Juni 2016 (italienisch, kostenpflichtiger Abonnement-Zugang; IT).
  - Gigliola Cinquetti. In: Offizielle deutsche Charts. GfK Entertainment, abgerufen am 1. Juni 2016 (DE).
  - Gigliola Cinquetti. In: Officialcharts.com. Official Charts Company, abgerufen am 1. Juni 2016 (UK).

| Personendaten    | Personendaten         |
| ---------------- | --------------------- |
| NAME             | Cinquetti, Gigliola   |
| KURZBESCHREIBUNG | italienische Sängerin |
| GEBURTSDATUM     | 20. Dezember 1947     |
| GEBURTSORT       | Verona                |